# Żukówka (rejon miński)
Żukówka (biał. Жукаўка, ros. Жуковка) – wieś na Białorusi, w obwodzie mińskim, w rejonie mińskim, w sielsowiecie Józefowo.
Dawniej wieś i dwa folwarki. W czasach Rzeczypospolitej ziemie te leżały w województwie mińskim. Odpadły od Polski w wyniku II rozbioru. W granicach Rosji wieś należała do ujezdu mińskiego w guberni mińskiej. Ponownie pod polską administracją w latach 1919–1920 w okręgu mińskim Zarządu Cywilnego Ziem Wschodnich.